# Magas (príncep)
Magas (en grec antic Μάγας) fou un príncep de Cirene, fill de Ptolemeu Evergetes II de Cirene (Ptolemeu III Evergetes I d'Egipte) i de Berenice II, i per tant, per aquesta, net del rei Magas de Cirene (308 aC a 258 aC).
Quan el seu germà Ptolemeu IV Filopàtor va pujar al tron l'any 222 aC el va fer matar junt amb la seva mare, principalment perquè era molt popular entre les tropes, i sota consell del ministre Sosibi.